# Psylla fumosa
Psylla fumosa är en insektsart som beskrevs av Crawford 1919. Psylla fumosa ingår i släktet Psylla och familjen rundbladloppor. Inga underarter finns listade i Catalogue of Life.